# Mousseaux-Neuville
Mousseaux-Neuville és un municipi francès situat al departament de l'Eure i a la regió de Normandia. L'any 2007 tenia 673 habitants.

## Demografia

### Població
El 2007 la població de fet de Mousseaux-Neuville era de 673 persones. Hi havia 232 famílies de les quals 36 eren unipersonals (4 homes vivint sols i 32 dones vivint soles), 72 parelles sense fills, 112 parelles amb fills i 12 famílies monoparentals amb fills.
La població ha evolucionat segons el següent gràfic:
Habitants censats

### Habitatges
El 2007 hi havia 290 habitatges, 236 eren l'habitatge principal de la família, 36 eren segones residències i 19 estaven desocupats. 288 eren cases i 1 era un apartament. Dels 236 habitatges principals, 199 estaven ocupats pels seus propietaris, 30 estaven llogats i ocupats pels llogaters i 7 estaven cedits a títol gratuït; 14 tenien dues cambres, 34 en tenien tres, 53 en tenien quatre i 134 en tenien cinc o més. 174 habitatges disposaven pel capbaix d'una plaça de pàrquing. A 81 habitatges hi havia un automòbil i a 141 n'hi havia dos o més.

### Piràmide de població
La piràmide de població per edats i sexe el 2009 era:
| Homes | Edats   | Dones |
| ----- | ------- | ----- |
| 0     | 95 o +  | 0     |
| 0     | 90 a 94 | 4     |
| 4     | 85 a 89 | 0     |
| 0     | 80 a 84 | 0     |
| 12    | 75 a 79 | 16    |
| 4     | 70 a 74 | 4     |
| 8     | 65 a 69 | 12    |
| 16    | 60 a 64 | 8     |
| 12    | 55 a 59 | 12    |
| 16    | 50 a 54 | 12    |
| 12    | 45 a 49 | 24    |
| 20    | 40 a 44 | 20    |
| 32    | 35 a 39 | 24    |
| 20    | 30 a 34 | 28    |
| 20    | 25 a 29 | 8     |
| 12    | 20 a 24 | 16    |
| 4     | 15 a 19 | 4     |
| 36    | 10 a 14 | 32    |
| 16    | 5 a 9   | 24    |
| 20    | 0 a 4   | 28    |

## Economia
El 2007 la població en edat de treballar era de 435 persones, 324 eren actives i 111 eren inactives. De les 324 persones actives 300 estaven ocupades (159 homes i 141 dones) i 23 estaven aturades (8 homes i 15 dones). De les 111 persones inactives 43 estaven jubilades, 44 estaven estudiant i 24 estaven classificades com a «altres inactius».

### Ingressos
El 2009 a Mousseaux-Neuville hi havia 234 unitats fiscals que integraven 679,5 persones, la mediana anual d'ingressos fiscals per persona era de 19.893 €.

### Activitats econòmiques
Dels 17 establiments que hi havia el 2007, 6 eren d'empreses de construcció, 2 d'empreses de comerç i reparació d'automòbils, 2 d'empreses financeres, 1 d'una empresa immobiliària, 3 d'empreses de serveis i 3 d'entitats de l'administració pública.
Dels 6 establiments de servei als particulars que hi havia el 2009, 1 era un paleta, 1 fusteria, 2 lampisteries, 1 electricista i 1 empresa de construcció.
L'any 2000 a Mousseaux-Neuville hi havia 6 explotacions agrícoles.

## Equipaments sanitaris i escolars
El 2009 hi havia una escola elemental.

## Poblacions més properes
El següent diagrama mostra les poblacions més properes.